# Stephen Milling
Stephen Milling (* 1965 in Kopenhagen) ist ein dänischer Opernsänger (Bass).

## Karriere
1965 in Kopenhagen geboren, studierte Stephen Milling Gesang am Königlich Dänischen Konservatorium und ist seit 1994 an der Königlich Dänischen Oper in Kopenhagen engagiert. In der Saison 1999/2000 debütierte Milling als Rocco in Beethovens Fidelio an der Scala unter der musikalischen Leitung von Riccardo Muti. Kurz darauf trat er an der Seattle Opera als Fasolt in Das Rheingold und als Hunding in Die Walküre von Richard Wagner auf. In Seattle sang er zudem den Gurnemanz in Parsifal, wofür er 2003 den Opera’s Artist of the Year Award gewann. Weitere Engagements hatte Milling als König Marke (Tristan und Isolde) an der Seattle Opera, der Lyric Opera of Chicago und der Wiener Staatsoper, als Sparafucile (Rigoletto) an der Metropolitan Opera in New York, als Sarastro (Die Zauberflöte) an der Royal Opera, London, sowie als Gurnemanz an der Wiener Staatsoper und als Rocco am Gran Teatro del Liceu in Barcelona.
Außerdem sang Stephen Milling in der Saison 2009/2010 König Philippe in Don Carlos an der Wiener Staatsoper, Fafner in Siegfried und Narbal in Les Troyens am Palau de les Arts Reina Sofía in Valencia mit Valery Gergiev, Landgraf Hermann in Tannhäuser und Sarastro in Die Zauberflöte an der Königlichen Oper Kopenhagen, Gurnemanz in Parsifal am Staatstheater Stuttgart und das Verdi Requiem mit Mariss Jansons und den Berliner Philharmonikern in Berlin und Salzburg.
Von 2015 bis 2017 sang Milling die Partie des Hagen (Götterdämmerung) bei den Bayreuther Festspielen. 2019 spielte er dort den Landgraf Hermann in der Neuproduktion des Tannhäuser unter der musikalischen Leitung von Valery Gergiev.
Milling ist verheiratet und hat drei Söhne.

## Diskografie
- Berlioz: Les Troyens, London Symphony Orchestra, Musikalische Leitung: Sir Colin Davis
- Dvorak: Requiem, Akademisk Orkester, Musikalische Leitung: Nina Pavlovski
- Nielsen: Maskarade, Danish National Symphony Orchestra and Choir, Musikalische Leitung: Michael Schønwandt
- Wagner: Parsifal, Staatskapelle Dresden, Musikalische Leitung: Christian Thielemann
- Wagner – Der Ring des Nibelungen (The Copenhagen Ring), Musikalische Leitung: Michael Schønwandt